# Kapituła

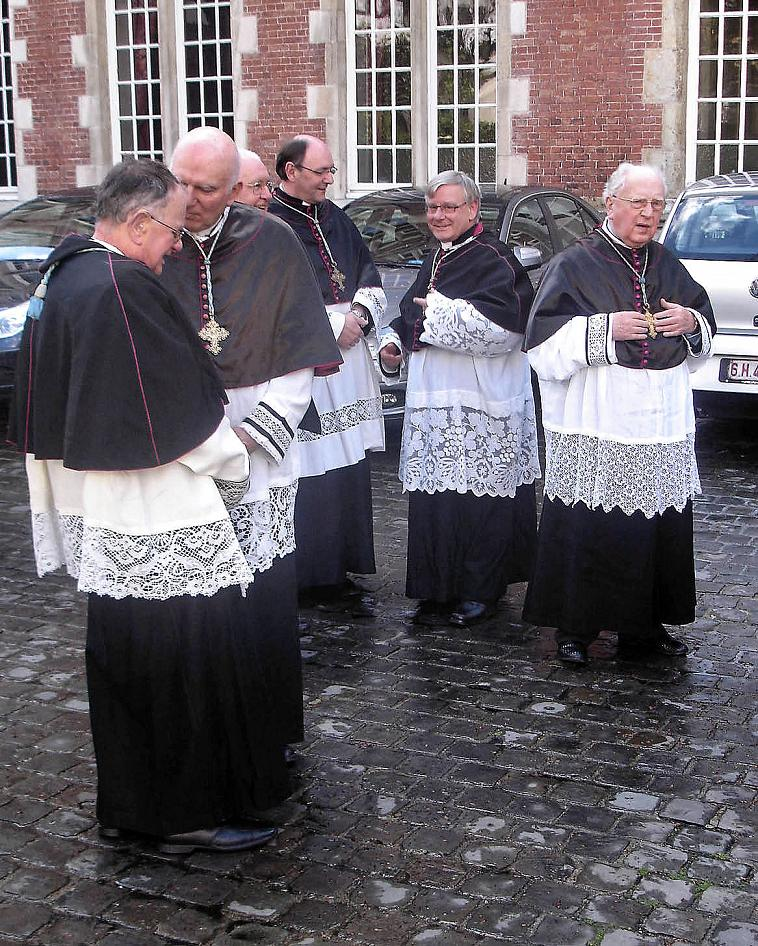
Kanonicy z Brugii.

Kapituła – organ kolegialny w Kościele katolickim złożony z duchownych.

## Charakterystyka
Występują różne typy kapituł:
- Kapituła zakonna – kolegialny organ władzy w zakonach i zgromadzeniach zakonnych. Wyróżnia się różne rodzaje kapituł ze względu na czas zawiązywania, cel czy rangę. Najważniejszą z nich jest kapituła generalna (u jezuitów kongregacja generalna) – najwyższa po papieżu władza danego zakonu, zwoływana np. w celu wyboru nowego przełożonego lub regularnie, co kilka lat w celu omówienia ważnych spraw zakonu. Zgromadzenie przełożonych klasztorów i delegatów z prowincji zakonnej, czyli z określonego kraju lub obszaru, nosi nazwę kapituła prowincjalna. Najniższy szczebel to kapituła domu zakonnego, do której należą zakonnicy danego klasztoru po złożonych ślubach zakonnych, czasowych lub wieczystych, zależnie od reguły.
- Kapituła katedralna – kolegium kanoników przy kościele biskupim (katedrze), rada przyboczna biskupa, która od XII wieku wybierała biskupów. Przywilej wyboru biskupa pozostał w niektórych diecezjach, a kandydata uznaje i zatwierdza papież. Po śmierci lub ustąpieniu biskupa kapituła wybierała administratora diecezji, zwanego wikariuszem kapitulnym; wprawdzie Kodeks Prawa Kanonicznego w 1983 zniósł te uprawnienia, ale w nielicznych diecezjach przywilej ten pozostał. Zobacz np. kapituła warmińska. Kapitułę katedralną w roli senatu biskupa zastąpiła rada kapłańska. Od tej pory kapituła spełnia głównie funkcje ceremonialne.
- Kapituła kolegiacka – kolegium kanoników przy kolegiacie – wyróżnionym co do ważności kościele w diecezji (kolegiat może być w diecezji kilka). Kapituła kolegiacka ma charakter wyłącznie tytularny. Czasem wykonuje dzieła w danym rejonie lub im patronuje.

## Członkowie
Prezydium kapituły tworzą: prepozyt, dziekan, archidiakon, scholastyk i kustosz, a w jej skład wchodzą kanonicy gremialni, kanonicy seniorzy i kanonicy honorowi. Członkowie prezydium kapituły noszą zwyczajowo nazwę prałatów, chociaż według prawa kościelnego nimi nie są.